# 小金沢山
小金沢山（こがねざわやま）は、山梨県大月市と甲州市の境にある山。標高は2,014.3メートル。大月市の最高地点。山梨百名山の一つ。

## 概要
大菩薩嶺から南側へ続く尾根筋を小金沢山稜又は小金沢連嶺と呼び、その主峰となる山である。相模川水系の葛野川の源流となる小金沢（黄金沢とも書く）がわき出ることからその名がつけられた。三角点が設置された当初は雨沢ノ頭と命名され、小金沢山の名は、当山より南側の現在の黒岳につけられていた。
山頂は、南側の牛奥ノ雁ヶ腹摺山と共に富士山の眺望に優れる秀麗富嶽十二景の一つとして選ばれている。山の東側一帯は「小金沢水源の森」として林野庁の認定する水源の森百選に選ばれている。
山の地下には、西側の上日川ダムと東側の葛野川ダムを結ぶ延長約8キロの水路があり、東側の地下に東京電力の揚水式水力発電所、葛野川発電所がある。

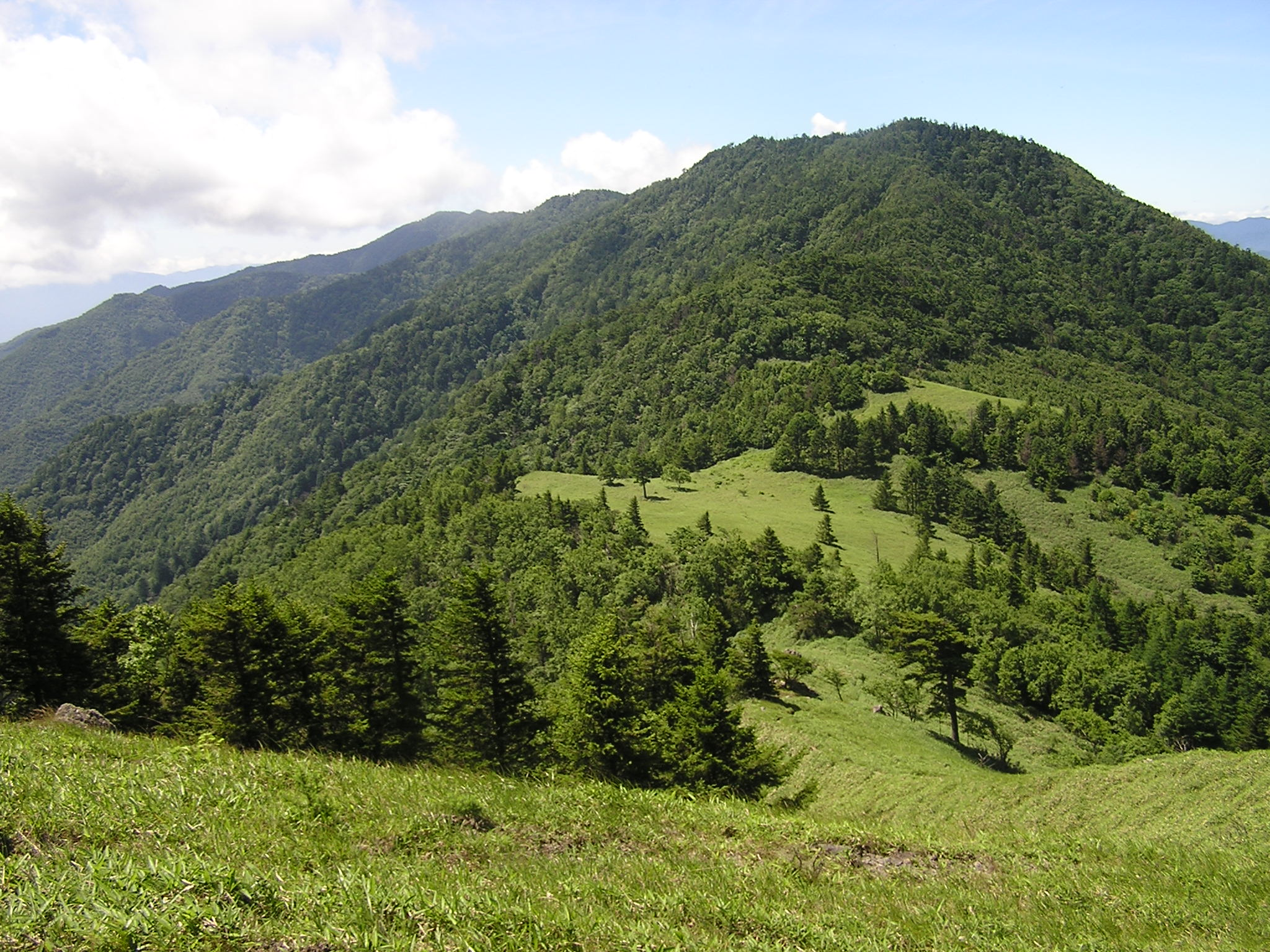
天狗棚山より小金沢山を望む

## 主な登山コース
- 大菩薩峠方面から、石丸峠を経るコース。石丸峠から登り1時間20分[2]。

- 南側方面から、湯ノ沢峠、黒岳、牛奥ノ雁ヶ腹摺山を経るコース。湯ノ沢峠から登り3時間10分[2]。

いずれのコースも標高差や起伏も厳しくないが、スズタケ（いわゆる笹）が道を隠すことによる道迷いが起こりやすい他、石丸峠～湯ノ沢峠にはエスケープルートが無いことに注意を要する。

## 近隣の山
- 大菩薩嶺
- 牛奥ノ雁ヶ腹摺山